# Guy de La Vasselais
Guy Petitpas de La Vasselais, né le 5 décembre 1902 et mort le 20 juillet 1976, est un militaire, homme politique français.

## Biographie
Originaire de Normandie, d'où sa famille tient le nom, sa famille s'installe avant la Révolution française à Antrain (Ille-et-Vilaine) et est liée par alliance au baron Joseph Frain, ancien maire d'Avranches et préfet des Ardennes de 1800 à 1814 sous Napoléon.
Il participe à la Première Guerre mondiale à l'âge de 15 ans. Décoré de la Croix de Guerre 1914-1918, il présidera la Légion des Mille, qui rassemble les mille plus jeunes combattants de la Première Guerre.
De 1934 à 1968, il est Président-Directeur-Général des Établissements de La Vasselais, imprimeur et éditeur d'affiches publicitaires.
En 1944, alors capitaine, il est chef de liaison tactique auprès de la troisième armée américaine commandée par le général Patton, attaché au XXe corps de cette armée, commandée par le général Walton Walker. Il accompagne Patton tout au long de sa campagne de la libération de Saint-Lô (Normandie) à Bastogne (Belgique).
Sa bravoure lors de la libération de Metz le 21 novembre 1944 lui vaut d'être décoré de la Silver star par le général Walker.
Après la guerre, il crée en 1946 la voie de la Liberté qui va de Saint-Lô (Sainte-Mère-Église) à Bastogne et qui est jalonnée tout au long de bornes kilométriques à l'effigie de cette chevauchée de l'armée Patton.
En 1945, il est élu maire de Saint-Symphorien-le-Château, puis sénateur d'Eure-et-Loir de 1959 à 1962. Ayant participé aux deux conflits mondiaux, et au regard de ses faits d'armes, il est nommé vice-président du groupe des Sénateurs Anciens Combattants et il consacrera une part importante de son activité parlementaire à défendre la cause des anciens combattants.
Il est promu au grade de commandeur de l'ordre national de la Légion d'honneur par décret du 12 avril 1958.

### Famille
Epoux de Reine Marguerite Dalleine (1899-1988), il a un fils unique : Claude, lui-même père de quatre enfants : Anne, Corinne-Marie-Lorraine, Laure et Olivier (1948-1969).